# Christopher Eubanks
Christopher Eubanks (* 5. Mai 1996 in Atlanta, Georgia) ist ein US-amerikanischer Tennisspieler.

## Karriere
2015 ging Eubanks in Atlanta bei den BB&T Atlanta Open durch eine Wildcard im Einzel und Doppel an den Start. Bei diesem Debüt auf der ATP World Tour schied er im Einzel gegen Radek Štěpánek mit 2:6, 2:6 aus. Im Doppel schaffte er mit Donald Young den Einzug ins Halbfinale, nachdem sie u. a. die an vier gesetzten Mate Pavić und Michael Venus besiegt haben. Im Halbfinale unterlagen sie Bob und Mike Bryan mit 2:6, 4:6. Eubanks wurde am Anfang seiner Karriere, wie Donald Young, von dessen Eltern Ilona und Donald Young senior gecoacht.
2014 begann er ein Studium am Georgia Institute of Technology, wo er auch College Tennis spielte. Währenddessen spielte er weiterhin Profiturniere. 2016 konnte er sich für ein World-Turnier qualifizieren sowie das Halbfinale eines Challengers in Champaign erreichen. Er schloss das Jahr auf Rang 651 ab. Das Jahr 2017 begann Eubanks mit zwei Finals auf der drittklassigen Future Tour, von denen er eines gewann. Im Juli gelangen ihm in Atlanta seine ersten zwei Siege auf der World Tour. Gegen Jared Donaldson gelang ihm darüber hinaus der erste Sieg gegen einen Top-100-Spieler. Mitte 2017 gab er bekannt, dass er nicht für sein letztes Jahr an die Hochschule zurückkehren würde und sich stattdessen voll auf das Profitennis zu konzentrieren. Er qualifizierte sich anschließend erstmals für ein Masters in Cincinnati und bekam bei den US Open eine Wildcard für seine Grand-Slam-Premiere. In Monterrey gelang ihm sein erster Challenger-Turniersieg im Doppel. Im Einzel gewann Eubanks seinen ersten Titel im April 2018. In León setzte er sich im Finale gegen John-Patrick Smith in drei Sätzen durch. Durch diesen Erfolg schaffte er mit einem 184. Rang seine bis dato beste Platzierung in der Weltrangliste.
2023 gewann Eubanks sein erstes Turnier auf der ATP Tour, als er in Mallorca auf Rasen Adrian Mannarino im Finale besiegte. Wenige Wochen später zog Eubanks ins Viertelfinale in Wimbledon ein, was seinen bislang größten Erfolg darstellte. 
Eubanks ist als Kommentator für Tennis Channel tätig.

## Erfolge
| Legende (Anzahl der Siege) |
| Grand Slam                 |
| ATP World Tour Finals      |
| ATP Tour Masters 1000      |
| ATP Tour 500               |
| ATP Tour 250 (1)           |
| ATP Challenger Tour (7)    |

| Titel nach Belag |
| Hartplatz (0)    |
| Sand (0)         |
| Rasen (1)        |

### Einzel

#### Turniersiege

##### ATP Tour
| Nr. | Datum        | Turnier  | Belag | Finalgegner      | Ergebnis |
| --- | ------------ | -------- | ----- | ---------------- | -------- |
| 1.  | 1. Juli 2023 | Mallorca | Rasen | Adrian Mannarino | 6:1, 6:4 |

##### ATP Challenger Tour
| Nr. | Datum             | Turnier       | Belag         | Finalgegner        | Ergebnis       |
| --- | ----------------- | ------------- | ------------- | ------------------ | -------------- |
| 1.  | 29. April 2018    | León          | Hartplatz     | John-Patrick Smith | 6:4, 3:6, 7:64 |
| 2.  | 13. Juni 2021     | Orlando       | Hartplatz     | Nicolás Mejía      | 2:6, 7:63, 6:4 |
| 3.  | 14. November 2021 | Knoxville (1) | Hartplatz (i) | Daniel Altmaier    | 6:3, 6:4       |
| 4.  | 10. November 2024 | Knoxville (2) | Hartplatz (i) | Learner Tien       | 7:5, 7:69      |

### Doppel

#### Turniersiege
| Nr. | Datum             | Turnier        | Belag         | Partner        | Finalgegner                               | Ergebnis  |
| --- | ----------------- | -------------- | ------------- | -------------- | ----------------------------------------- | --------- |
| 1.  | 7. Oktober 2017   | Monterrey      | Hartplatz     | Evan King      | Marcelo Arévalo Miguel Ángel Reyes Varela | 7:64, 6:3 |
| 2.  | 17. November 2019 | Champaign      | Hartplatz (i) | Kevin King     | Evan Hoyt Martin Redlicki                 | 7:5, 6:3  |
| 3.  | 6. März 2021      | St. Petersburg | Hartplatz (i) | Roberto Quiroz | Jesper de Jong Sem Verbeek                | 6:4, 6:3  |

## Abschneiden bei Grand-Slam-Turnieren

### Einzel
| Turnier         | 2016 | 2017 | 2018 | 2019 | 2020 | 2021 | 2022 | 2023 | 2024 | 2025 | Karriere |
| --------------- | ---- | ---- | ---- | ---- | ---- | ---- | ---- | ---- | ---- | ---- | -------- |
| Australian Open | —    | —    | —    | 1    | 1    | Q1   | Q2   | 2    | 2    | Q3   | 2        |
| French Open     | —    | —    | Q1   | Q1   | Q2   | Q1   | Q1   | 1    | 1    | Q1   | 1        |
| Wimbledon       | —    | —    | Q1   | Q2   |      | Q1   | Q2   | VF   | 1    | 1    | VF       |
| US Open         | Q1   | 1    | Q2   | 1    | —    | 1    | 2    | 2    | 1    |      | 2        |

### Doppel
| Turnier         | 2017 | 2018 | 2019 | 2020 | 2021 | 2022 | 2023 | 2024 | Karriere |
| --------------- | ---- | ---- | ---- | ---- | ---- | ---- | ---- | ---- | -------- |
| Australian Open | —    | —    | —    | —    | —    | —    | —    | 1    | 1        |
| French Open     | —    | —    | —    | —    | —    | —    | 1    | 2    | 2        |
| Wimbledon       | —    | —    | —    |      | —    | —    | 1    | AF   | AF       |
| US Open         | 2    | 1    | —    | VF   | 2    | 2    | 1    | —    | VF       |

### Mixed
| Turnier         | 2018 | 2019 | 2020 | 2021 | 2022 | Karriere |
| --------------- | ---- | ---- | ---- | ---- | ---- | -------- |
| Australian Open | —    | —    | —    | —    | —    | —        |
| French Open     | —    | —    |      | —    | —    | —        |
| Wimbledon       | —    | —    |      | —    | —    | —        |
| US Open         | AF   | —    |      | —    | 1    | AF       |

Zeichenerklärung: S = Turniersieg; F, HF, VF, AF = Einzug ins Finale / Halbfinale / Viertelfinale / Achtelfinale; 1, 2, 3 = Ausscheiden in der 1. / 2. / 3. Hauptrunde; nicht ausgetragen